# Камалешвар
Камалешвар Прасад Саксена (*कमलेश्वर, 6 січня 1932 — 27 січня 2007) — індійський письменник, кіносценарист.

## Життєпис
Народився у Майнпурі (сучасний штат Уттар-Прадеш). Тут закінчив середню школу. У 1948 році видав свою першу оповідку. Згодом вступив до Аллахабадського університету, який закінчив у 1954 році зі ступенем магістра з літератури гінді. Під час навчання в університеті видав перший роман «Проклятий провулок». Деякий час мешкав в Аллахабаді, де починає активно друкуватися. Водночас починає працювати у журналі «Віган».
Окрім літературної діяльності, значна частина життя Камалешвара пов'язана з роботою в численних журналах і газетах: з 1961 до 1963 року — «Інгіт», з 1963 до 1966 року — у «Наї Каганіян», з 1967 до 1978 року — «Саріка» (1967—1978), з 1978 до 19179 року — «Катхаядра», з 1979 до 1980 року — «Шрі Варша», з 1984 до 1988 року — «Ганг», а також був редактором у 1990—1992 роках — «Дайнік Джагаран», з 1996 до 2002 року — «Дайнік Бхаскар».
У 1970 році переїздить до Бомбея. Тут до 1980 року працював у Болівуді сценаристом фільмів. Загалом у його доробку 75 фільмів. Наприкінці 1970-х років знімає короткометражний телефільм «Ямуна Базар». У 1980—1982 роках працював на Індійському національному телеканалі. Був автором популярного ток-шоу «Дурдаршан».
У 2003 році отримує престижну літературну премію Академії Сахіт'я за роман «Перегородок» (присвячений розділу Британської Індії на Пакистан та Індію у 1947 році). У 2005 році отримує премію «Падма Бхушан».
Помер Камалешвар від серцевого нападу 27 січня 2007 року в м. Фарідабад.

## Творчість
У його доробку 17 збірок оповідок, 12 романів, 35 праць з літературної критики, коментарів, опису подорожей. Написав сценарії до 100 фільмів.